# Ataenius tambopatae
Ataenius tambopatae är en skalbaggsart som beskrevs av Zdzisława Stebnicka 2001. Ataenius tambopatae ingår i släktet Ataenius och familjen Aphodiidae. Inga underarter finns listade.